# Kleid

Kleid aus Chiffon, 1930er-Jahre, Schweden, Hallwyl Museum.

Ein Kleid (von mittelhochdeutsch kleit ‚Tuch, Kleid, Kleidung‘) ist ein einteiliges Kleidungsstück, das den Körper in bedeckt. Es wird seit dem 15. Jahrhundert überwiegend von Frauen getragen. Je nach Temperatur, Art des Gewebes oder Mode wird unter Kleidern ein Unterkleid oder Unterrock getragen.
Der untere, angesetzte Teil eines Kleides wird Rockteil oder Rock genannt. Saumlänge, Ausschnitt und Schnitt der Ärmel variieren. Variationen des Kleides sind das Etuikleid, das Hemdblusenkleid, das Mantelkleid, das Jackenkleid, der Kleiderrock, das Empirekleid, das Brautkleid u. a. m.
In der Schweiz bezeichnet Rock das einteilige Kleid als solches – ein Kleid bildet dort eine mehrteilige Einheit; der untere Teil (ohne angenähtes Oberteil) wird mit dem französischen Wort Jupe (IPA:ʒyp) bezeichnet. Ein besonders stoffreiches, langes und meist aufwendig gefertigtes Gewand wird auch als Robe bezeichnet.

## Etymologie
Der mittelhochdeutsche Begriff kleit leitet sich von klei ab, was ‚fette Tonerde‘ bedeutet. Dieser Begriff bezieht sich auf das textile Gewebe des Tuchs als ‚das mit Klei Gewalkte‘. Der Begriff Kleid kam erst im 12. Jahrhundert auf und bezeichnete bis ins 14. Jahrhundert die Kleidung jedweden Geschlechts.

## Geschichte des Kleides in Europa

### Altertum
Im Altertum trugen sowohl Männer als auch Frauen die einfachste Form des Kleides, nämlich Hemdgewänder in verschiedenen Varianten. Aber auch andere Schnittvarianten waren bekannt, so trugen Frauen in der mesopotamischen frühdynastischen Zeit auch Wickelkleider, in Griechenland den Peplos. Im Alten Rom trugen Frauen eine Tunika und darüber eine Stola, was als Vorfahr des zweilagigen „Doppelgewandes“ der Frauenbekleidung im Europa des 12. bis 19. Jahrhunderts gelten kann (Hemdgewand und darüber Rock und Mieder). Die koptischen Frauen trugen die Dalmatika als Obergewand.

### Mittelalter

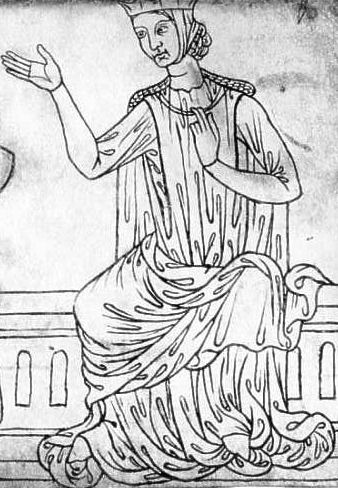
Eine Frau mit Haube und Barbette, im Unterkleid, ärmellosem Surcot und Übermantel, Zeichnung von Villard de Honnecourt, ca. 1230

Die hemdartigen (also ohne waagerechte Taillennaht geschnitten), knöchellangen Gewänder wurden bis etwa 1380 getragen. Sie wurden im Althochdeutschen als hamo oder roc bezeichnet, was ‚Gewand‘ bedeutet. Diese Kleider erfuhren im 12. Jahrhundert starke regionale und modische Wandlungen: die Ärmel konnten kurz oder lang, eng oder flügelförmig sein, das Gewand konnte eine Schleppe haben, lose herabhängen, oder mit einem Gürtel hochgeschoppt und in Falten gelegt sein.
Aus der kotta (Altfränkisch), einem Obergewand aus grobem Wollstoff, entwickelte sich im 12. Jahrhundert die Cotte, auch Tunika genannt, bis ins 14. Jahrhundert in ganz Europa das hemdähnliche Obergewand beider Geschlechter und aller sozialer Schichten. Demgegenüber war der Bliaud um 1300 ein allein im höfischen Kontext getragenes Oberkleid, das wohl aus Oberteil und Rock bestand, an einer tiefliegenden Taillenlinie zusammengenäht und oft mit dem Dupfing gegürtet war. In der Oberschicht wurden ab der Mitte des 12. Jahrhunderts Überkleider über der Cotte getragen, etwa der Surcot, die Suckenie und die Cotardie.
Zur Zeit der Pestepidemie um 1350 änderte sich das europäische Kleid: das Oberteil wurde nun durch Schnürung enger getragen. Nach 1380 verstärkte sich dieser Trend, das Oberteil lag bis über die Taille eng an und war geknöpft oder geschnürt, ähnlich der Schecke. Der Rockteil wurde nun erstmals in Fältchen angesetzt, auf der Naht wurde ein Dusing getragen, der ovale Halsausschnitt reichte von Schulter zu Schulter.

### Spätmittelalter und Renaissance

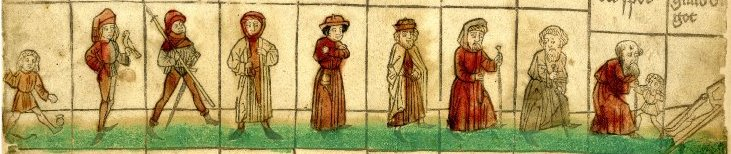
Männer verschiedenen Alters in verschieden langen Kleidern: Hemdgewand, Schecke, Surcot. Darstellung der Lebensalter, 1482

Im 15. Jahrhundert wurde das Oberkleid, nun nicht mehr Cotte genannt, wieder weiter und faltenreicher und an der natürlichen Stelle oder etwas höher tailliert. Der Ausschnitt war in Deutschland und den Niederlanden hochgeschlossen, manchmal rund, manchmal kam ein Stehkragen hinzu. In Frankreich und Burgund ging der Stehkragen manchmal mit einem spitzen Halsausschnitt einher, unter dem das waagerecht abschließende Unterkleid sichtbar wurde. Am französischen Hof wurde ein mantelartiges Oberkleid, die Houppelande, getragen, auch der Surcot und die Cotardie waren weiter in Gebrauch.
Ab etwa 1475 wurde das Oberteil des Kleides Mieder, Leibchen oder Taille genannt, war enganliegend und mit regional verschiedenen Formen des Halsausschnitts versehen. Die Ärmel, Röhrenärmel genannt, waren meist mäßig weit und gerade. Der Rockteil wurde in Spanien erstmals durch sichtbare Verdugados abgesteift, einem frühen Vorläufer des Reifrocks. Mit Aufkommen der Proportionsideale der Renaissance lockerten sich in Italien die Formen: die Taille lag an ihrer natürlichen Stelle und wurde lockerer getragen, das Mieder war vorne nicht vernäht, sondern geschnürt, so dass ein Brusteinsatz oder das Unterkleid sichtbar wurden. An den Ärmeln kamen Schlitze in Mode, die das Hemd bzw. farbig abstechende Untergewand hervortreten ließen. (Gegen Ende des 15. Jahrhunderts waren im deutschsprachigen Raum Schlitze an den gelenkbedeckenden Stellen von Wams und Hose zunächst aufgekommen, um die Bewegungsfreiheit in den hautengen Hosen zu verbessern). In Frankreich und England wurde das Mieder hingegen wattiert, so dass die Brüste überdeckt wurden. In Deutschland verbreiteten sich diese modischen Veränderungen spätestens um 1500, wurden in den darauffolgenden Jahrzehnten aber variiert, etwa durch eine Schleppe an Festkleidern, ein waagerechtes Dekolleté, ein reich verziertes Brusttuch, den Brokatlatz, und frei herabhängende Flügelärmel.

### Frühe Neuzeit

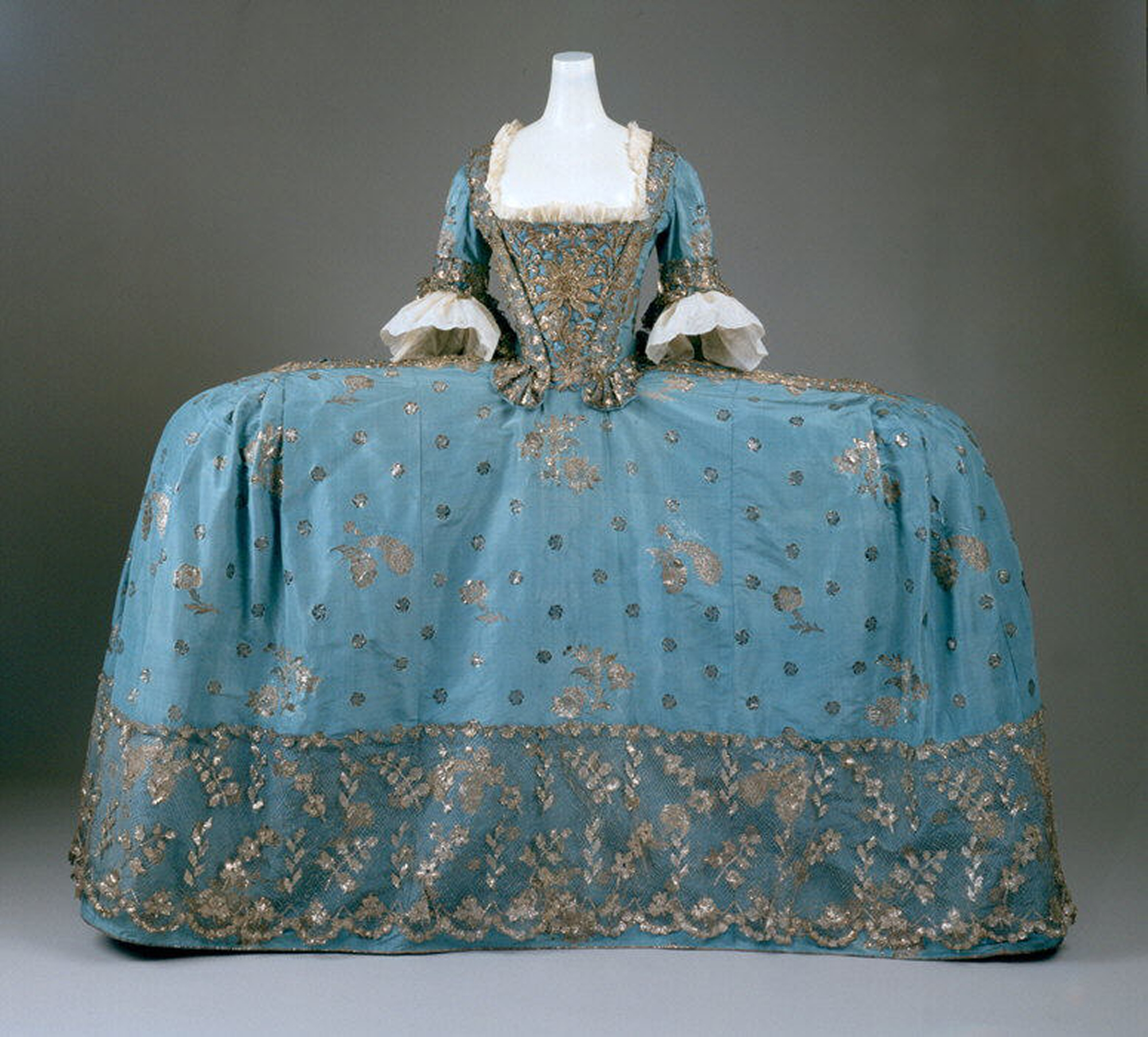
Britisches Hofkleid aus Seide und Metallfäden, ca. 1750, New York, Metropolitan Museum of Art.

Seit 1550 bestimmte die Spanische Mode die europäische Kleidung, die sich zunehmend nach Geschlechtern aufteilte. Die Frauen der Oberschicht trugen ein meist dunkelfarbiges Oberkleid, den Manteau, und darunter ein Unterkleid. Statt des Manteau kam auch die vorne offene Ropa und zwischen 1555 und 1580 die Marlotte, auch Weiter Rock und Vlieger genannt, zum Einsatz. In Spanien wurde von den unteren sozialen Schichten ein einfach geschnittenes, helles Kleid namens Saya getragen, das aus einem Miederoberteil mit Ärmeln und Rock bestand. In Italien trug die Oberschicht die Saya auch gerne ohne Manteau, in Spanien wurde sie nach 1550 auch Kleid der Adeligen. Allgemein erlebte der Manteau durch seine Verbreitung in Europa zahlreiche Abwandlungen, etwa durch ein abgestepptes Mieder mit Blankscheit, Schneppe oder Halskrause, einen mit Wachstuch, Filz- oder Rosshaarauflagen versteiften oder mit gekrausten Falten verzierten Rockteil oder durch die Form des Halsausschnitts und des  Kragens. In Spanien folgte auf den Verdugado die Basquina als Unterkleid, die ab 1570 unter dem Manteau zum Vorschein kam und später als Jupe in der französischen Kleidermode eine wichtige Rolle spielte, etwa bei der Robe à la polonaise und der Robe à l’anglaise.
Außer in Spanien, deren Kleider dieser Zeit Infantinnentracht genannt werden, wurde im 17. Jahrhundert in Europa der steife Reifrock zugunsten mehrerer Unterröcke und eines runden Hüftpolsters aufgegeben. In den Niederlanden trugen Frauen das konservative, schwarze Regentinnenkostüm. Im Mitteleuropa des Dreißigjährigen Krieges wurden die Kleider jedoch weicher und stoffreicher. In den 1670er Jahren änderte sich die Kleidersilhouette erneut; die schlanke, gestreckte Linie des Spätbarock verbreitete sich als „Mode à la fontange“ in Europa. Die modischen Veränderungen in der Kleidermode gingen von nun an von Frankreich aus und prägten Europa bis weit in das 18. Jahrhundert hinein. Beeinflusst von der Mode am Hof von Versailles verbreiteten sich mit Fischbein verstärkte Mieder und Korsetts, ab 1710 fand der Reifrock wieder Verbreitung. Kleider im heutigen Sinne, mit geschlossenem Oberteil und daran angesetztem Rockteil, fand sich allerdings nur in der Robe ronde und den Kleidern der Bürgerinnen. Deren Kleid bestand aus einem im Rücken zu schnürenden Miederteil oder verschiedenen Schoßjacken und Rock. Adelige Frauen trugen hingegen, unterschieden nach Anlass, Kleidung aus mehreren Teilen und Schichten. So bestand die Straßen-, Reise- und Hauskleidung, das sogenannte Negligé, aus der Adrienne, später auch Robe volante genannt, der Contouche und verschiedenen Jacken und Jupes. Zum Halbputz, der Parure, gehörten die Robe à la française, die Robe ronde, Casaquin mit Jupe, später auch die Robe à la polonaise und die Robe à la cicassienne. Zu den Galakleidern, der Grande Parure, gehörten ab 1740 die Robe à la française mit dem Manteau à dos flottant, um 1779 die Robe à la turque. Im Winter trug man Steppkleider.
Ab 1770 wurde die europäische Mode stark von England beeinflusst. So wurde ab den 1780er Jahren die Robe à l’anglaise zusammen mit einem Shawl als Galakleid getragen. Zugleich bahnte sich in Frankreich und Italien die Mode à la grecque an, die in ganz Europa und Nordamerika bis in die 1820er Jahre das Chemisenkleid populär machte.

### 19. Jahrhundert

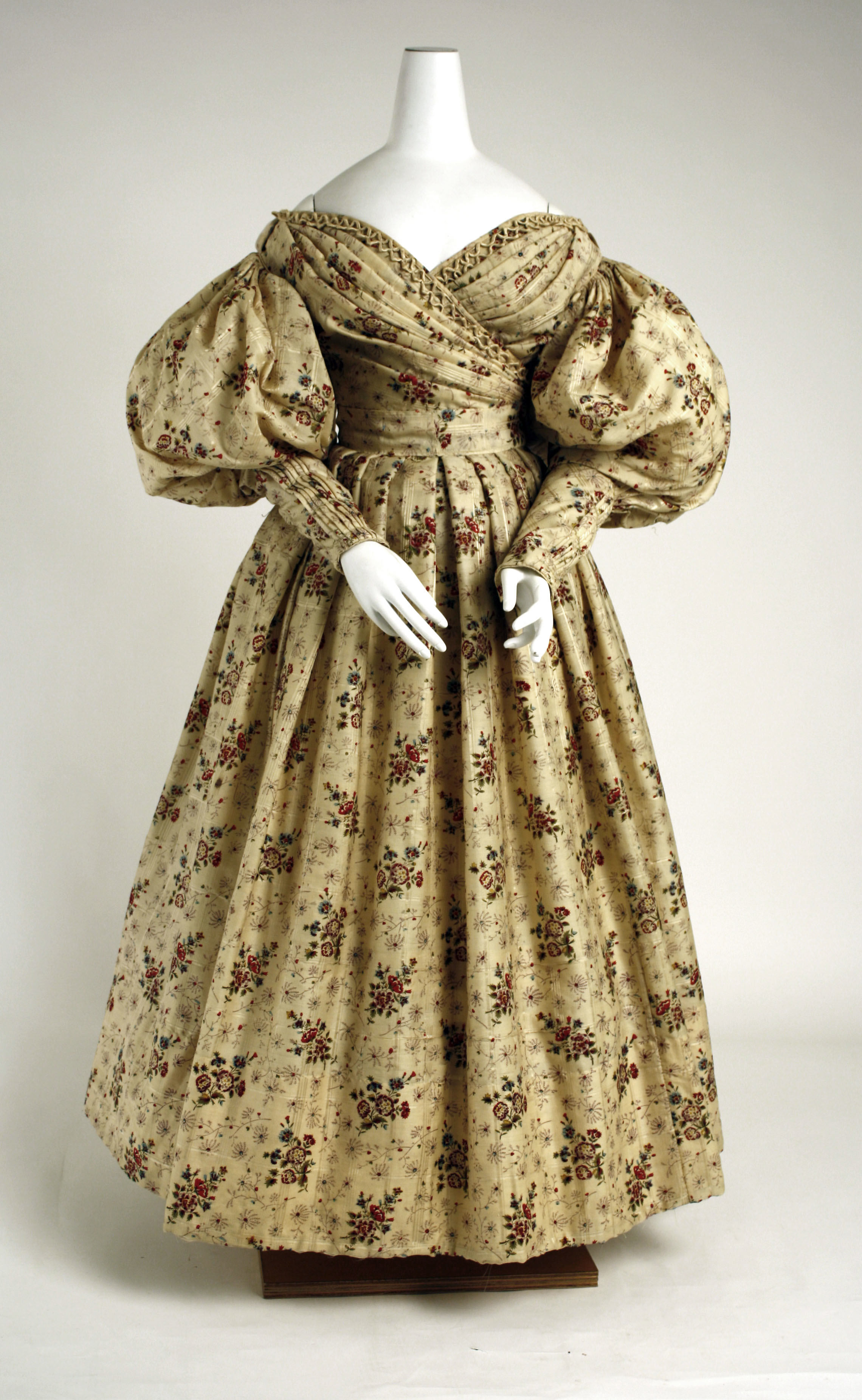
Amerikanisches Tageskleid, ca. 1835, Wolle und Seide, Metropolitan Museum of Art

In der Mode der Restauration bekamen Kleider wieder eine deutlich steifere, geschlossenere Linie, die Taille lag aber zunächst weiterhin hoch, in England fast unter den Achseln. Erst 1824 sank die Taille wieder auf ihre natürliche Höhe, die meisten Kleider schlossen nun im Rücken mit Hacken und Ösen oder mit Knöpfen. Der Rock fiel möglichst glatt und faltenlos herab, zum fußfreien Saum hin war er ausgestellt und durch Verzierungen betont. Tages- und Ballkleider wurden nun wieder stärker differenziert. Sie unterschieden sich unter anderem in Form und Tiefe des Halsausschnitts und der Verzierung mit Rüschen, Posamenten und Puffärmeln. Aus dem Tageskleid mit genähter Taille entstand später die Bluse mit separatem Rock.
Um 1825, zur Hochzeit des Biedermeiers, änderte sich endgültig die Silhouette hin zu unbetonten, glatten Schultern und einer engen Taille: Aus den Oberarmpuffen entwickelten sich immer größere, sogenannte Hammelkeulenärmel, die unterhalb der Schulter ansetzten und ihre größte Ausdehnung auf Ellbogenhöhe hatten. Viel getragen wurde die vorne zu öffnende Pelisse-Robe. Nach einem Höhepunkt der Hammelkeulenärmel in der ersten Hälfte der 1830er Jahre, wurden sie ab 1836 wieder kleiner und lagen schließlich ab 1837 wieder glatt an. Der Rock wurde ab den 1840er Jahren wieder weiter und in Glockenform gebauscht, 1842 kam die Krinoline auf, die bis in die 1860er Jahre die europäische Kleidermode prägte. Sie wurde vom Reifrock aus Stahlreifen abgelöst, unter anderem durch Charles Frederick Worth populär gemacht, der zu einer kegelförmigen Kleidersilhouette führte. Ab nun bestimmten Worths Entwürfe für mehrere Jahrzehnte die europäische Damenmode: 1864 führte Worth das Prinzesskleid ein, sowie Tunika und Peplum genannte Kleider, die an die Antikenliebe anknüpften. 1867 kreierte er ein Polonaise genanntes Kleid, dessen Oberrock seitlich und hinten hochgerafft wurde und das mit Veränderungen bis 1888 verbreitet war. Für die Promenade wurde die enge Rockform auch mit geknöpften Schoßjacken in der Art eines Frackrocks kombiniert, so dass hier bereits von Damenkostümen gesprochen werden kann. Zu Hause bevorzugten die Frauen allerdings das korsettlose Teekleid. Um 1885 standen auch Kleider für die neuen Sportarten wie Radfahren oder Tennis zur Verfügung.

### Seit dem 20. Jahrhundert

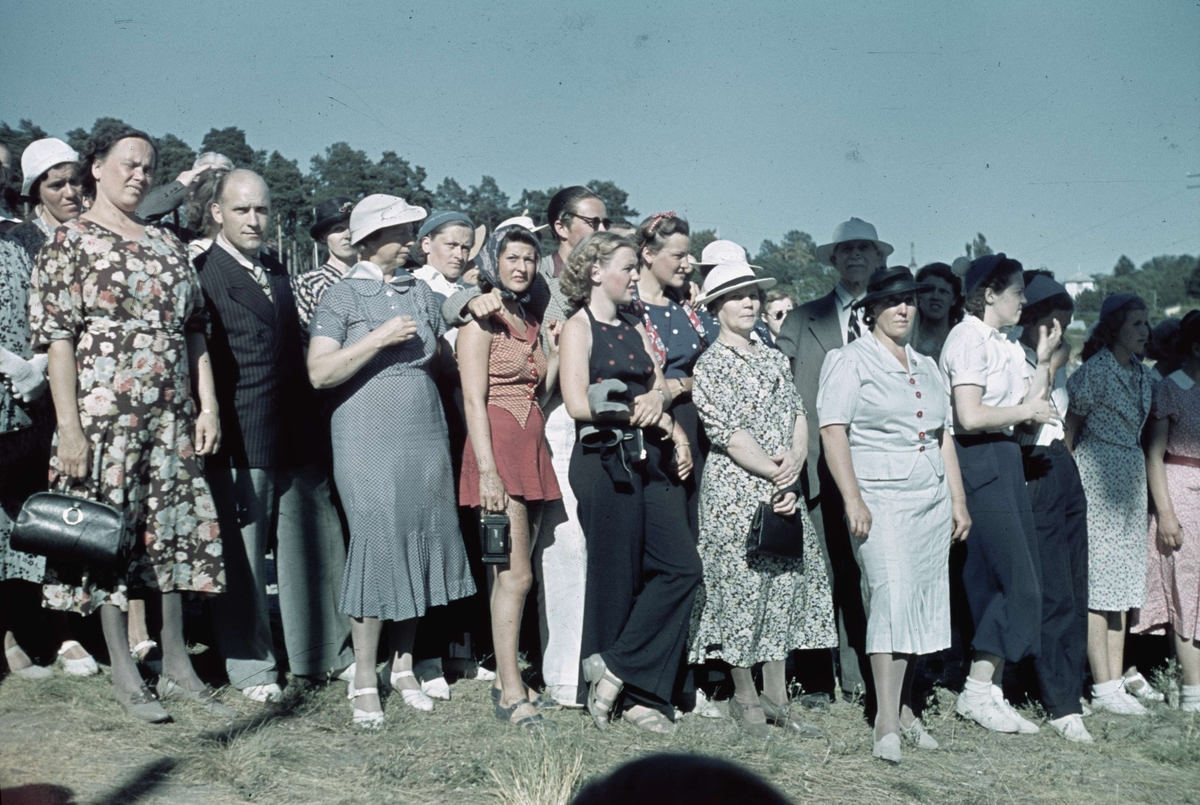
Schwedinnen in Kleidern 1938 (Agfacolor-Foto).

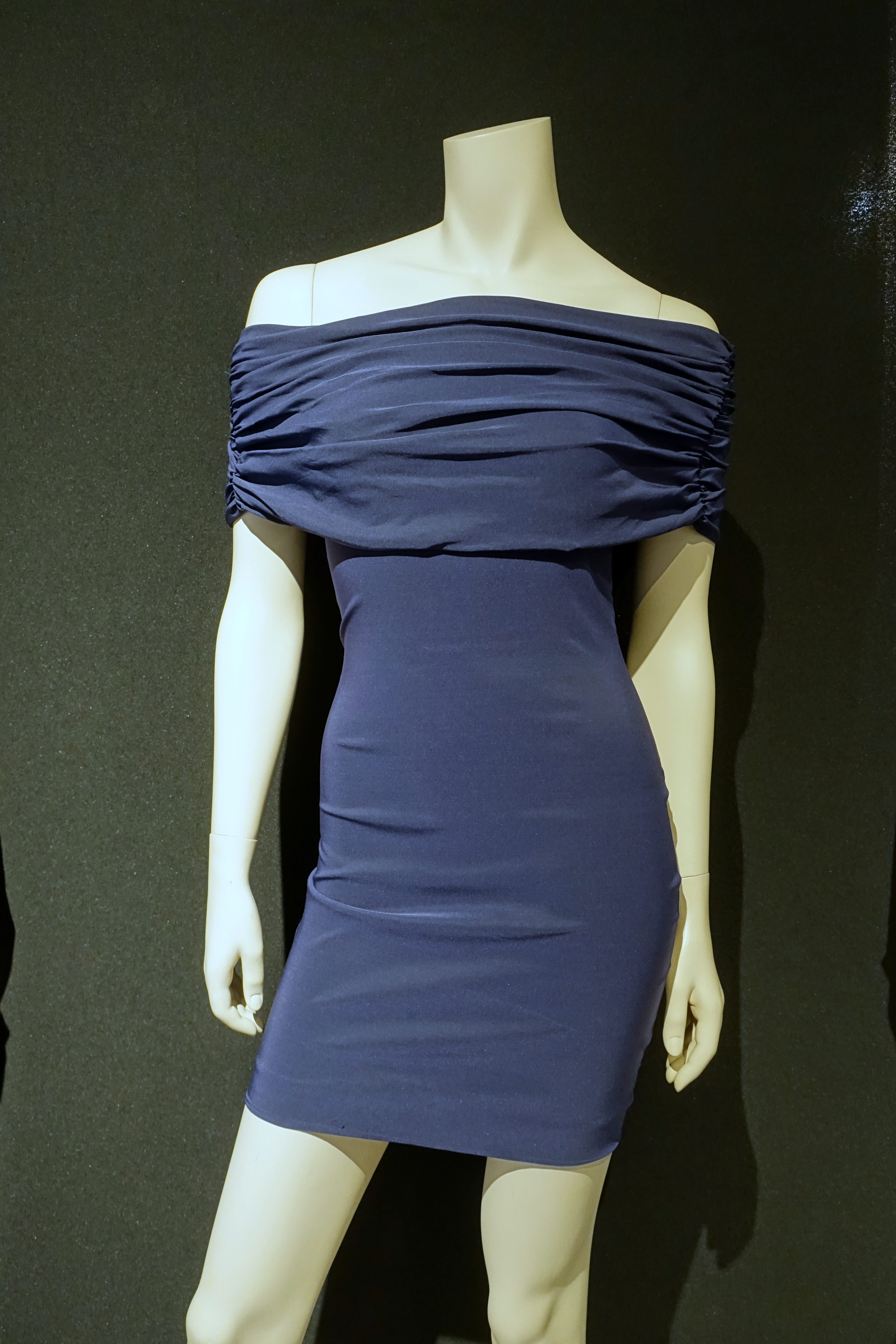
Schulterloses Minikleid, ca. 1995, Montreal, Musée de la mode.

Im Verlauf des 20. Jahrhunderts erforderten immer weniger Anlässe ein eigenes Kleid; die Unterschiede zwischen den Kleiderarten verwischten. Immer öfter wurden nun auch Röcke mit Blusen getragen. Nur noch das Ballkleid und das elegante Hauskleid waren in Prinzessform geschnitten. Als Gegenbewegung zur Sans-Ventre-Linie wurde um die Jahrhundertwende das Reformkleid entwickelt, setzte sich aber nicht durch. In den 1910er Jahren kamen Wickelkleider in Mode, auch Tuniken wurden vielfach getragen. 1916, mitten im Ersten Weltkrieg, stellte Coco Chanel einfache Hemdblusenkleider vor, 1917 waren dann stoffsparende Kittelkleider modern. Nach dem Krieg entstand daraus das Charlestonkleid, auch Jacken- und Mantelkleider waren in den 1920er und 1930er Jahren beliebt. Auch Trachtenkleider, etwa das Dirndl, kamen mit dem erstarkenden Nationalismus in Mode. In den 1940er Jahren machte Christian Dior das Cocktailkleid populär. In der zweiten Hälfte des 20. Jahrhunderts unterschied man Kleider eher nach Material und Schnitt, etwa Etuikleid und Hosenkleid.

## Andere Bedeutungen
Im Deutschen wird auch jede künstliche Umhüllung eines Menschen mitunter als Kleid, synonym zum Begriff Kleidung, bezeichnet, wie zum Beispiel die „Beinkleider“. Metaphorisch wird auch die Umhüllung eines Objektes, z. B. das Federkleid eines Tieres oder der Schutz von empfindlichen Teilen im Maschinenbau (z. B. Schanzkleid) Kleid genannt.